# Morti nel 1331
| Questa pagina contiene informazioni ricavate automaticamente dalle voci biografiche con l'ausilio del template Bio e di un bot. L'aggiornamento è periodico e automatico e ricostruisce completamente la pagina. Se manca una persona in questa lista, sei pregato di non aggiungerla, ma accertati piuttosto che la sua voce biografica contenga il template Bio e che i dati anagrafici siano correttamente compilati. Se il template Bio manca, inseriscilo tu stesso o, in alternativa, metti l'avviso {{tmp\|Bio}} che ne segnala la mancanza. Se i dati riportati sono sbagliati, correggi direttamente la voce biografica; le modifiche saranno visibili in questa lista entro pochi giorni. Per chiarimenti vedi il progetto biografie. La lista contiene solo le 25 persone che sono citate nell'enciclopedia e per le quali è stato implementato correttamente il template Bio. Pagina aggiornata al 10 ago 2025. |

- 14 gennaio - Odorico da Pordenone, presbitero italiano
- 21 marzo - Leonardo Fieschi, vescovo cattolico italiano
- 10 settembre - Gherarduccio Gherardini, politico italiano
- 5 ottobre - Edmondo Plantageneto, II conte di Kent, nobile inglese (n. 1326)
- 6 ottobre - Jeanne de Divion, falsaria francese (n. 1293)
- 11 novembre - Stefano Uroš III Dečanski, sovrano serbo
- 19 novembre - Teobaldo Fabri, vescovo cattolico italiano
- 30 dicembre - Bernardo Gui, vescovo cattolico e scrittore francese (n. 1261)
- Abulfeda, storico curdo (n. 1273)
- Abu Sa'id Uthman II, sultano berbero (n. 1276)
- Alaeddin Pasha, principe ottomano (n. 1281)
- Artuico di Castello, vescovo cattolico italiano
- Andreolo Cattaneo, mercante italiano
- Landolfo Colonna, religioso italiano (n. 1250)
- Giovanni da Vespignano, beato italiano (n. 1235)
- Tudur ap Goronwy, nobile gallese
- Margherita di Fiandra, nobildonna (n. 1272)
- Matilde di Hainaut, principessa (n. 1293)
- Monaldo Monaldeschi, arcivescovo cattolico italiano (n. 1260)
- Francesco I Ordelaffi, nobile
- Giacomo Pasquali, religioso italiano
- Arnaud de Pellegrue, cardinale francese
- Beatrice di Savoia, principessa (n. 1310)
- Segna di Bonaventura, pittore italiano
- Filippo d'Angiò, nobile francese (n. 1300)